# Hassan Amin
Hassan Amin (* 11. Oktober 1991 in Darmstadt) ist ein afghanischer Fußballspieler, der auch die deutsche Staatsangehörigkeit besitzt. Er belegte meistens die Position des linken Verteidigers und war afghanischer Nationalspieler.

## Leben
Hassan Amin wurde im Oktober 1991 in Darmstadt geboren. Seine Eltern flüchteten sechs Jahre zuvor aufgrund des Krieges in Afghanistan in die südhessische Großstadt. Amin wuchs auch in Darmstadt auf und absolvierte dort sein Abitur. Seit 2014 besitzt er neben der deutschen auch die afghanische Staatsangehörigkeit.

## Karriere

### Vereinskarriere

#### Frühe Karriereschritte in Darmstadt
Seine Karriere begann Amin beim Darmstadter Lokalverein TG 75 Darmstadt. Im Alter von acht Jahren wechselte er zum größten Verein der Stadt, dem SV Darmstadt 98. Dort durchlief er alle Jugendabteilungen bis zur A-Jugend. In der Saison 2008/09 spielte er mit der U19-Mannschaft in der A-Junioren-Oberliga Hessen. Am Ende erreichte man nach der frühzeitig entschiedenen Meisterschaft die Aufstiegsrelegation, wo man gegen den 1. FC Saarbrücken den Aufstieg in die U19-Bundesliga Süd/Südwest sicherte; Amin erzielte im Rückspiel den 2:1-Siegtreffer und war damit maßgeblich am Aufstieg der Lilien beteiligt. Sein Debüt in der U19-Bundesliga gab der linke Verteidiger am 29. August 2009 (3. Spieltag) bei der 0:2-Niederlage gegen den 1. FC Kaiserslautern. Insgesamt absolvierte er in der Saison 2009/10 19 Partien beim Aufsteiger, stieg am Ende der Saison aber wieder in die Oberliga Hessen ab.
Zur Saison 2010/11 stieg Amin in die Herrenmannschaft von Darmstadt 98 auf, die in der Regionalliga Süd spielte. Sein erstes Spiel absolvierte er am 7. September 2010 (6. Spieltag); beim 2:0-Sieg gegen die Zweitvertretung der TSG 1899 Hoffenheim spielte Amin durch. Insgesamt bestritt er in der Hinrunde fünf Partien in der ersten Mannschaft. In der Rückrunde kam er dann jedoch zu keinem Einsatz mehr, sondern spielte ausschließlich bei der zweiten Mannschaft in der Verbandsliga Hessen Süd, sodass der Aufstieg in die 3. Liga ohne den Verteidiger perfekt gemacht wurde.

#### Wechsel nach Frankfurt
Zur Saison 2011/12 wechselte Hassan Amin zum Ligakonkurrenten Eintracht Frankfurt II, wo er einen Zweijahresvertrag bis zum 30. Juni 2013 unterschrieb. Jedoch verletzte er sich in der Saisonvorbereitung und blieb bei der Eintracht zunächst ohne Einsatz in der Hinrunde. So verpasste er 21 Spiele und verbuchte im Kalenderjahr 2011 keinen Einsatz. In der Rückrunde gab er dann sein Debüt gegen den SC Pfullendorf (4:0), als er in der 80. Minute für Marcel Titsch-Rivero eingewechselt wurde. In der Rückrunde der Saison 2011/12 kam er in neun Spielen zum Einsatz und belegte am Ende den dritten Rang. Obwohl er verletzungsbedingt kaum spielte, wurde sein Vertrag nicht vorzeitig aufgelöst. In seiner zweiten Saison avancierte er unter dem neuen Trainer Alexander Schur zum Stammspieler in Frankfurt; der Vizekapitän absolvierte 33 Partien, erzielte drei Tore und verpasste in der gesamten Saison nur zwei Spiele aufgrund von Gelbsperren. Daher wurde sein zum Saisonende auslaufender Vertrag um ein Jahr bis zum 30. Juni 2014 verlängert. Auch in der Saison 2013/14 war Amin Stammspieler und verpasste bis zum 20. Spieltag kein Spiel. Bandscheibenprobleme und mehrere Länderspielabstellungen ließen aber nur noch zwei weitere Einsätze in der Saison zu.

#### 1. FC Saarbrücken
Während des AFC Challenge Cups 2014 gab der Südwest-Regionalligist 1. FC Saarbrücken im Mai 2014 die Verpflichtung von Amin zur kommenden Saison 2014/15 bekannt. Nachdem er bereits zuvor ein Probetraining absolviert hatte, unterschrieb der damals 22-Jährige bei der Molschder einen Zweijahresvertrag bis zum 30. Juni 2016. In der Vorbereitung auf die Saison hatte er jedoch mit Fußproblemen zu kämpfen, zudem zog er sich eine Oberschenkelzerrung zu. Nach abgeschlossener Reha kehrte Amin Anfang November 2014 ins Mannschaftstraining zurück und stand am 8. November gegen Wormatia Worms erstmals im Kader, kam aber nicht zum Einsatz. Anschließend fiel er jedoch bis zur Winterpause aus, weil seine Fußprobleme zurückkehrten; erst Ende Februar 2015 konnte er wieder mit der Mannschaft trainieren. Der Abwehrspieler debütierte am 1. März 2015 bei der zweiten Mannschaft in der Oberliga Rheinland-Pfalz/Saar bei der 1:5-Niederlage gegen die SV Elversberg 07 II. Nach drei Einsätzen in der Oberliga feierte Amin sein Pflichtspieldebüt in der Regionalligamannschaft am 5. April 2015 gegen 1899 Hoffenheim II, als er in der Halbzeit für Peter Chrappan eingewechselt wurde. Wegen seines Trainingsrückstands kam er nur noch zu einem weiteren Einsatz am 34. Spieltag beim 4:0-Sieg gegen Wormatia Worms. Mit dem 1. FC Saarbrücken wurde er in dieser Saison Vizemeister der Regionalliga Südwest, scheiterte in der Aufstiegsrunde zur 3. Liga aber an den Würzburger Kickers.
In der Hinrunde seiner zweiten Saison bei Saarbrücken kam er in neun Spielen zum Einsatz. Jedoch absolvierte er keines dieser Spiele über die volle Distanz. Auch in der Rückrunde konnte er sich nicht langfristig in die erste Mannschaft spielen. Beim 2:0-Sieg gegen die SV Elversberg 07 am 19. März 2016 stand Amin im Fokus, als er in der 80. Minute einen Schuss auf der Torlinie mit der Hand abwehrte, der Schiedsrichter jedoch auf Eckball entschied. Das Sportsgericht sperrte den Verteidiger daraufhin für zwei Liga-Spiele. Insgesamt absolvierte Amin 16 Spiele in der Regionalliga. Ende Mai 2016 wurde bekanntgegeben, dass sein zum Saisonende auslaufender Vertrag bei Saarbrücken nicht verlängert wurde.

#### SV Waldhof Mannheim
Anfang Juni 2016 gab der Südwest-Regionalligist SV Waldhof Mannheim bekannt, dass der Deutsch-Afghane mit einem Zweijahresvertrag bis zum 30. Juni 2018 ausgestattet wurde. Er debütierte am 5. August 2016 (1. Spieltag) beim 3:2-Sieg gegen die Stuttgarter Kickers. In seiner ersten Saison konnte sich Amin direkt als Stammspieler durchsetzen und absolvierte 31 von 36 möglichen Partien. Als Vizemeister der Regionalliga Südwest qualifizierte man sich für die Aufstiegsspiele in die 3. Liga. Nachdem beide Spiele gegen den SV Meppen torlos endeten, ging es in das Elfmeterschießen. Trotz eines Tores von Amin verlor man mit 3:4 und verpasste den Aufstieg. Zur Saison 2017/18 wurde Amin als Nachfolger von Michael Fink zum Kapitän der 1. Mannschaft des SV Waldhof Mannheim ernannt. Mit seinen guten Leistungen weckte er dort das Interesse anderer Vereine.

#### SV Meppen
Im April 2018 gab der SV Meppen bekannt, dass Amin zur kommenden Saison zum Verein wechselt und einen Zweijahresvertrag bis zum 30. Juni 2020 unterschrieben hatte. Auf der linken defensiven Außenbahn harmonierte der Deutschafghane mit seinem Partner Marco Komenda, der seinerseits die Position des linken Innenverteidigers bekleidete, jedoch mussten nur drei andere Teams noch mehr Gegentore als die Emsländer hinnehmen. Amin konnte andererseits durch sechs Torvorlagen punkten, wohingegen er in der Saison 2019/20 fünf Tore selbst erzielte und auch mit Meppen, was die Gegentore anging, diesmal im Ligamittelfeld landete. Ferner hatte der Verein vor allem in der Saisonendphase noch um den Aufstiegsrelegationsplatz mitgespielt. Nach Saisonende äußerte der Spieler den Wunsch zu wechseln und verlängerte seinen ausgelaufenen Vertrag nicht mehr. Nach mehrwöchigen Verhandlungen einigte er sich mit dem SV Meppen schließlich auf ein neues, bis Juni 2021 gültiges Arbeitspapier. Im Mai 2021 erlitt er einen Kniescheibenbruch und absolvierte anschließend bis zum Ende seines Vertrages kein Spiel mehr für Meppen.

#### VfR Mannheim
Im Sommer 2022 gab er nach einer Saison ohne Verein bekannt, seine Karriere als Profi-Fußballer zu beenden. Seit Juli 2022 spielt Amin beim deutschen Meister des Jahres 1949, dem VfR Mannheim. 2023 wurde er mit der Mannschaft Meister in der Verbandsliga Baden und stieg in die fünftklassige Oberliga Baden-Württemberg auf.

### Nationalmannschaft
Amin wurde von einem Talentsichter entdeckt und für die Nationalmannschaft empfohlen. Er wurde im April 2014 von Mohammad Yousef Kargar zu einem Lehrgang nach Doha eingeladen und konnte sich durchsetzen. Ohne vorher ein Länderspiel absolviert zu haben, wurde der Verteidiger dann für den AFC Challenge Cup 2014 von Erich Rutemöller, der den Trainerposten von Kargar interimistisch übernommen hatte, nominiert. Dort debütierte er im ersten Gruppenspiel gegen die Philippinen (0:0). Das blieb sein einziger Einsatz in dem Turnier, bei dem Afghanistan am Ende den vierten Rang belegte.
Unter dem neuen Trainer Slaven Skeledžić wurde Amin regelmäßig in die Nationalmannschaft berufen und konnte einige Einsätze verbuchen, u. a beim ersten Sieg bei einer Weltmeisterschafts-Qualifikation gegen Kambodscha (1:0), doch erst unter Petar Šegrt wurde er zum unumstrittenen Stammspieler. Dieser nominierte ihn für die Südasienmeisterschaft 2015, wo Amin als einziger Feldspieler über die gesamte Spielzeit im Einsatz war und am Ende nach der Finalniederlage gegen Indien Vize-Südasienmeister wurde. Am 28. März 2017 erzielte Amin im Asien-Cup-Qualifikationsspiel gegen Vietnam sein erstes Tor zum 1:1-Endstand. Zuletzt war Amin Vize-Kapitän der Nationalmannschaft. Sein vorerst letztes Länderspiel bestritt er am 14. November 2019 im WM-Qualifikationsspiel gehen Indien.

## Erfolge

### Nationalmannschaft
- Vize-Südasienmeister: 2015

### Vereine
SV Darmstadt 98
- Meister der Regionalliga Süd und Drittligaaufsteiger: 2011
- U19-Hessenligameister und Bundesligaaufsteiger: 2009

SV Waldhof Mannheim
- Vizemeister der Regionalliga Südwest: 2017, 2018

VfR Mannheim
- Meister der Verbandsliga Baden und Aufstieg in die Oberliga Baden-Württemberg: 2023